# Dehn-Invariante
In der Mathematik ist die Dehn-Invariante eine Invariante von Polyedern. Zwei dreidimensionale Polyeder sind genau dann zerlegungsgleich (d. h. lassen sich in kongruente Stücke zerlegen), wenn Volumen und Dehn-Invariante übereinstimmen.

## Definition
Sei {\displaystyle P} ein {\displaystyle 3}-dimensionales Polyeder mit Kanten {\displaystyle E_{1},\ldots ,E_{n}}. Für eine Kante {\displaystyle E} bezeichne {\displaystyle l(E)} ihre Länge und {\displaystyle \theta (E)} ihren Diederwinkel. Dann ist die Dehn-Invariante des Polyeders definiert als 
{\displaystyle D(P)=\sum _{i=1}^{n}l(E_{i})\otimes \theta (E_{i})\in \mathbb {R} \otimes \mathbb {R} /\pi \mathbb {Q} }.

## Beispiele
- Für einen Würfel {\displaystyle W} der Kantenlänge {\displaystyle a} ist

{\displaystyle D(W)=\sum _{i=1}^{12}a\otimes {\frac {\pi }{2}}=0}
wegen {\displaystyle {\tfrac {\pi }{2}}=0\in \mathbb {R} /\pi \mathbb {Q} }.
- Für ein regelmäßiges Tetraeder {\displaystyle T} mit Kantenlänge {\displaystyle a} sind die diedrischen Winkel {\displaystyle \theta } keine rationalen Vielfachen von {\displaystyle \pi }, deshalb ist

{\displaystyle D(T)=\sum _{i=1}^{6}a\otimes \theta =6a\otimes \theta \not =0}.

## Geschichte
Nach dem Satz von Bolyai-Gerwien sind {\displaystyle 2}-dimensionale Polygone zerlegungsgleich, wenn sie denselben Flächeninhalt haben. Hilberts drittes Problem fragte, ob {\displaystyle 3}-dimensionale Polyeder zerlegungsgleich sind, wenn sie dasselbe Volumen haben. Max Dehn widerlegte dies 1900, indem er zeigte, dass ein regelmäßiges Tetraeder nicht zerlegungsgleich zum volumengleichen Würfel ist. Er unterschied die beiden Körper durch eine Invariante, die in moderner Terminologie (unter Verwendung des Tensorprodukts) der Dehn-Invariante entspricht. Jean-Pierre Sydler bewies 1965, dass {\displaystyle 3}-dimensionale Polyeder genau dann zerlegungsgleich sind, wenn Volumen und Dehn-Invariante übereinstimmen.